# ZK 145

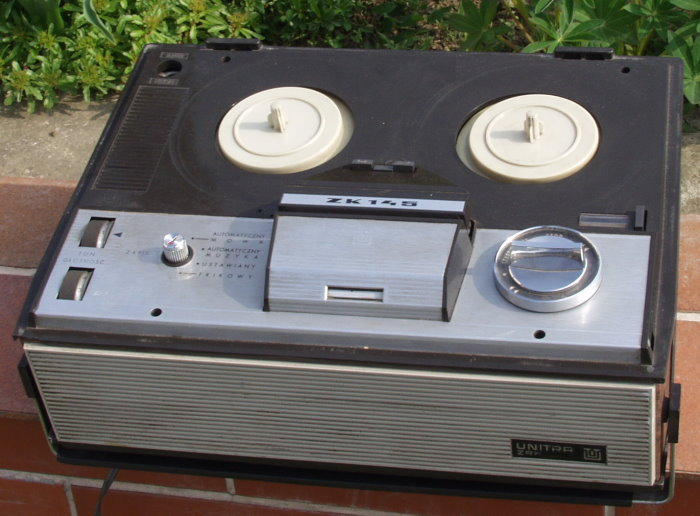
ZK-145

ZK 145 – czterościeżkowy, monofoniczny, lampowy magnetofon szpulowy, produkowany w latach 70. XX wieku przez Zakłady Radiowe im. Marcina Kasprzaka w Warszawie na licencji niemieckiej firmy Grundig, powstały na bazie modelu ZK 140. Umożliwia odtwarzanie taśmy magnetofonowej przez wewnętrzny głośnik, bądź podłączenie zewnętrznego głośnika o impedancji 4 omów. Od pierwowzoru wyróżnia się zastosowaniem układu automatyki poziomu zapisu, która […] zabezpiecza przed zniekształceniami nagrywanej audycji spowodowanymi zbyt dużymi sygnałami i jest szczególnie pomocny dla niewprawnych użytkowników magnetofonów.

## Automatyka poziomu zapisu

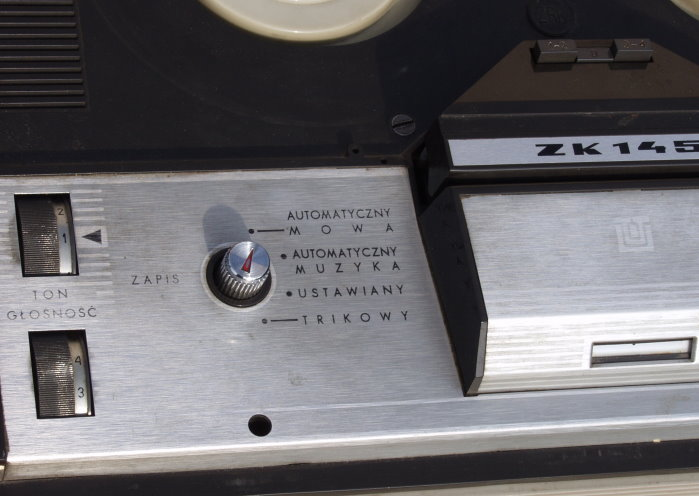
Przełącznik trybów pracy układu automatyki zapisu w ZK-145

Układ zastosowany w magnetofonie posiadał 4 tryby pracy, wybierane poprzez odpowiednie ustawienie styków przez pokrętło ZAPIS:
- Automatyczny: mowa
- Automatyczny: muzyka
- Ustawiany – regulacja poziomu zapisu potencjometrem głośności
- Trikowy – nagrywanie z wyłączeniem użycia głowicy kasującej

## Dane techniczne
- Wymiary: 395x290x175 mm
- Masa: 8,2 kg
- Jedna prędkość przesuwu taśmy: 9,53 cm/s
- Maksymalna średnica szpuli: 15 cm
- Wbudowany wzmacniacz oraz głośnik
- Lampy elektronowe:
  - ECC81
  - ECL86 – wzmacniacz mocy
  - EF83
  - EF86
  - EM84 – wskaźnik wysterowania

## Inne modele
- ZK 120
- ZK 120T
- ZK 125
- ZK 140
- ZK 140T